# Graham Whitehead
Graham Whitehead, britanski dirkač Formule 1, * 15. april 1922, Harrogate, Anglija, Združeno kraljestvo, † 15. januar 1981, Lower Basildon, Berkshire, Anglija, Združeno kraljestvo.
Graham Whitehead je pokojni britanski dirkač Formule 1. V svoji karieri je nastopil le na domači dirki za Veliko nagrado Velike Britanije v sezoni 1952, ko je z dirkalnikom Formule 2 Alta dosegel dvanajsto mesto. Leta 1958 sta skupaj s polbratom Petrom na avtomobilski dirki Tour de France doživela hudo nesrečo. Peter se je takrat smrtno ponesrečil, Graham pa huje poškodoval, toda po okrevanju je lahko še dirkal. Umrl je leta 1981.

## Popolni rezultati Formule 1
(legenda) (odebeljene dirke pomenijo najboljši štartni položaj, poševne pa najhitrejši krog, †-uvrščen kljub odstopu)
| Leto | Moštvo          | Šasija  | Motor           | 1   | 2   | 3   | 4   | 5     | 6   | 7   | 8   | Prv | Toč |
| ---- | --------------- | ------- | --------------- | --- | --- | --- | --- | ----- | --- | --- | --- | --- | --- |
| 1952 | Peter Whitehead | Alta F2 | Alta Straight-4 | ŠVI | 500 | BEL | FRA | VB 12 | NEM | NIZ | ITA | -   | 0   |